# Pratt & Whitney Canada PW200
La serie Pratt & Whitney Canada PW200 è una famiglia di motori aeronautici turboalbero prodotti dall'azienda canadese Pratt & Whitney Canada e destinati a velivoli civili.

## Storia del Progetto
La Pratt & Whitney Canada iniziò a progettare i motori PW200 nel 1983. Questo tipo di motori sono stati certificati per una gamma di potenza che va dai 431 shp (321 kW) ai 610 shp (450 kW) e sono utilizzati prevalentemente come propulsori per elicotteri leggeri biturbina. In ogni versione appartenente a questa famiglia è installato un sistema automatico di controllo dei parametri e prestazioni del motore, detto FADEC.
L'EASA, l'agenzia europea per la sicurezza aerea, ha certificato per la prima volta un motore di questa famiglia nel 1991.

## Varianti
PW206A
Massima potenza continua di 550 shp (410 kW).
PW206B
Potenza massima continua 431 shp (321 kW).
PW206B2
Potenza massima continua 431 shp (321 kW).
PW206C
Potenza massima continua 561 shp (418 kW).
PW206E
Potenza massima continua 572 shp (427 kW).
PW207C
Potenza massima continua 572 shp (427 kW).
PW207D
Potenza massima continua 572 shp (427 kW).
PW207D1
Variante della PW207 con maggiore potenza meccanica, potenza massima continua 610 shp (450 kW).
PW207D2
Variante della PW207D1 con potenza massima continua 610 shp (450 kW).
PW207E
Potenza massima continua 572 shp (427 kW).
PW207K
Potenza massima 630 shp, 470 kW.
PW210
Potenza massima continua 803 shp (599 kW).

## Velivoli utilizzatori
- AgustaWestland AW109 (PW207C, PW206C, PW207C)
- AgustaWestland AW169 (PW210A) [8]
- Airbus Helicopters X4
- Kazan Ansat (PW207K)[9]
- Bell 427 (PW207D)
- Bell 429 (PW207D1) [10]
- Boeing A160 Hummingbird
- Eurocopter EC 135 (PW206B2, PW206B) [11]
- MD Explorer (PW206A, PW206E, PW207E) [12]
- Sikorsky S-76D (PW210S) [13]